# Burgerlijk drama

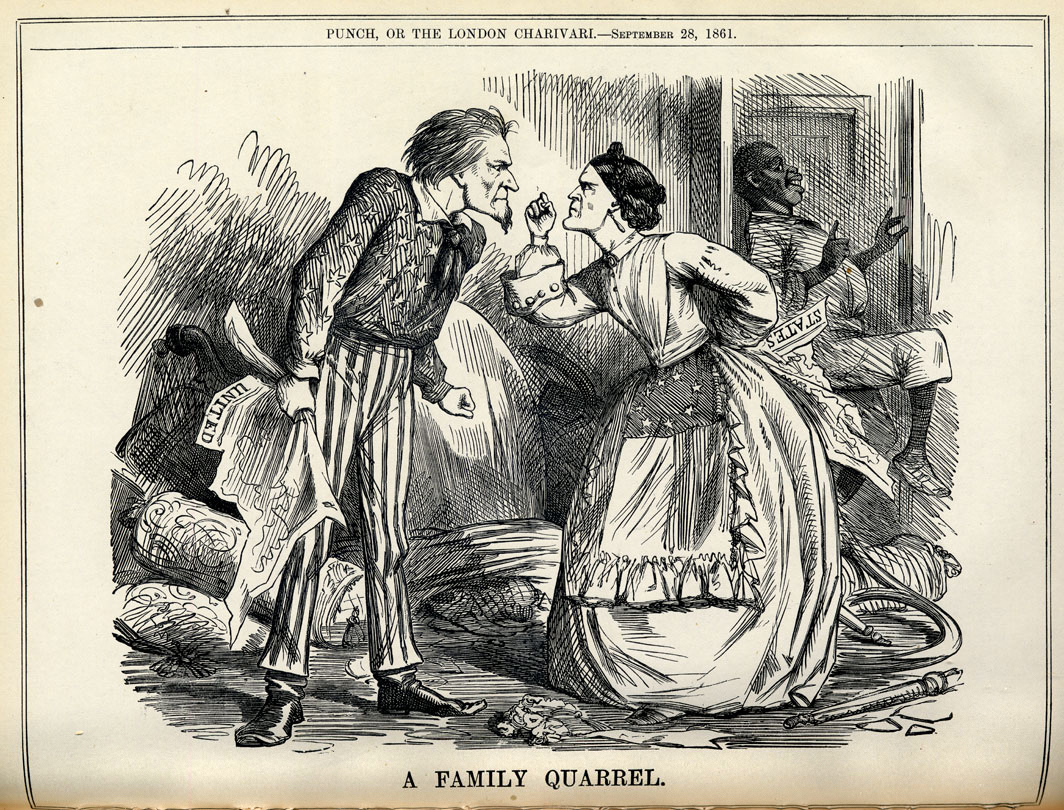
Een Amerikaans burgerlijk drama

Een burgerlijk drama is een drama over de problematiek van de burgerij.
Het oudste bekende burgerlijk drama is De spiegel der minnen van Colijn van Rijssele. Buiten Nederland waren Engelsman George Lillo, de Fransen Pierre-Claude Nivelle de La Chaussée en Denis Diderot en de Duitser Gotthold Ephraim Lessing de eerste namen die een burgerlijk drama schreven.
Later in de 18e eeuw verandert het burgerlijk drama de vorm van de klassieke tragedie en het blijspel. Door de komst van het burgerlijk drama werd het schouwburg toegankelijker voor het grote publiek. Onderwerpen die in een burgerlijk drama voorkomen kunnen zijn: liefde, bedrog, trouw en ontrouw, goed en kwaad. 